# 29 ذو القعدة
- السبت
- الأحد
- الاثنين
- الثلاثاء
- الأربعاء
- الخميس
- الجمعة

- 2826 أبريل 2025
- 2927 أبريل 2025
- 3028 أبريل 2025
- 129 أبريل 2025
- 230 أبريل 2025
- 31 مايو 2025
- 42 مايو 2025
- 53 مايو 2025
- 64 مايو 2025
- 75 مايو 2025
- 86 مايو 2025
- 97 مايو 2025
- 108 مايو 2025
- 119 مايو 2025
- 1210 مايو 2025
- 1311 مايو 2025
- 1412 مايو 2025
- 1513 مايو 2025
- 1614 مايو 2025
- 1715 مايو 2025
- 1816 مايو 2025
- 1917 مايو 2025
- 2018 مايو 2025
- 2119 مايو 2025
- 2220 مايو 2025
- 2321 مايو 2025
- 2422 مايو 2025
- 2523 مايو 2025
- 2624 مايو 2025
- 2725 مايو 2025
- 2826 مايو 2025
- 2927 مايو 2025
- 128 مايو 2025
- 229 مايو 2025
- 330 مايو 2025

29 ذو القعدة أو 29 ذو القعدة الحرام أو يوم 29 \ 11 (اليوم التاسع والعشرون من الشهر الحادي عشر) هو اليوم الرابع والعشرون بعد الثلاثمائة (324) من أيَّام السنة (أو الخامس والعشرون بعد الثلاثمائة لو كان شهر رمضان مُتممًا لليوم الثلاثين أو السادس والعشرون بعد الثلاثمائة لو أتم كلاً من صفر وربيع الآخر وجمادى الآخرة وشعبان ورمضان ثلاثين يوماً) وفق التقويم الهجري القمري (العربي). يبقى بعده 30 أو 31 يومًا لانتهاء السنة.

## أحداث
- 207هـ - الخليفة العباسي عبد الله المأمون ينزع لباس الخضرة الذي لبسه لبيعته للإمام علي بن موسى الرضا بولاية العهد، ورجع إلى لباس السواد الذي هو شعار العباسيين ـ بدلاً من الأخضر الذي هو شعار العلويين.
- 941هـ - انطلاق حملة كارلوس الخامس من برشلونة باتجاه تونس بقصد احتلالها.
- 1338هـ - الحكومة البريطانية تعين هربرت صموئيل مندوبًا ساميًا لحكومة الانتداب في فلسطين.
- 1390هـ - عيدي أمين يطيح بميلتون أوبوتي بانقلاب في أوغندا.
- 1393هـ - اجتماع منظمة الأقطار المصدرة للنفط / أوبك في طهران يقرر رفع أسعار البترول 400%.
- 1398هـ - الشطر الجنوبي من اليمن يصدر الدستور المعدل الذي ظل ساريًا منذ الاستقلال حتى قيام الوحدة اليمنية بعد 11 سنة.
- 1402هـ - رجال ميليشيا الكتائب اللبنانية بقيادة إيلي حبيقة والجيش الإسرائيلي يرتكبون مجزرة صبرا وشاتيلا بحق الفلسطينيين في لبنان، حيث راح ضحيتها نحو 3 آلاف فلسطيني، معظمهم من الأطفال والنساء.
- 1425هـ -
  - جون قرنق يتسلم السلطة كأول رئيس لجنوب السودان بعد اتفاقية نيفاشا للسلام بين الحكومة السودانية والحركة الشعبية لتحرير السودان.
  - انتخابات في فلسطين لانتخاب رئيس السلطة الوطنية الفلسطينية خلفًا لياسر عرفات، وكانت النتيجة فوز محمود عباس بمقعد الرئاسة بنسبة 62%.
- 1428هـ - مقتل المخرج العراقي عدنان إبراهيم بعد طعنه في رقبته أمام مكتبه في العاصمة السورية دمشق.
- 1429هـ - البرلمان العراقي يقر الاتفاق الأمني بين العراق والولايات المتحدة بأغلبيه 144 صوت من الحضور وسط اعتراضات من نواب التيار الصدري.
- 1432 هـ - الموافق 27 أكتوبر 2011 أصدر الملك عبد الله بن عبد العزيز أمر ملكي بتعيينه وليا للعهد بعد وفاة الأمير سلطان بن عبد العزيز.
- 1435هـ - تحالف دولي بقيادة الولايات المتحدة يبدأ عمليات عسكرية ضد تنظيم الدولة الإسلامية في العراق والشام.
- 1441هـ - انطلاق مسبار الأمل إلى المريخ من مركز تانيغاشيما الفضائي في اليابان، في أوّلِ مهمة عربية وإماراتية من نوعها لاستكشاف الكوكب الأحمر.

## مواليد
- 439هـ - عمر الخيام، عالم وشاعر مسلم فارسي.
- 1326هـ - طاهر أبو فاشا، شاعر ومؤلف مصري.
- 1330هـ - زوزو حمدي الحكيم، ممثلة مصرية.
- 1348هـ - سناء جميل، ممثلة مصرية.
- 1396هـ - محمد بركات، لاعب كرة قدم مصري.
- 1397هـ -
  - شبنم قلي خاني، ممثلة إيرانية.
  - عبد الله الجمعان، لاعب كرة قدم سعودي.

## وفيات
- 220 هـ - محمد الجواد، عالم مسلم والإمام التاسع للشيعة الاثنا عشرية.
- 1396 هـ - عبد العزيز الجواهري، شاعر ومترجم أدبي عراقي.
- 1414 هـ - محمد المكي الناصري من رجال الحركة الوطنية المغربية، سفير المغرب بليبيا ووزير سابق للأوقاف والشؤون الإسلامية والثقافة.
- 1428 هـ - عدنان إبراهيم، مخرج عراقي.
- 1424 هـ - حسين المحضار، شاعر يمني.
- 1437 هـ - أحمد عمر مسعود، رجل أعمال وإداري كروي سعودي.
- 1421 هـ - سلطان هاشم، عسكري ووزير دفاع عراقي.
- 1442 هـ - جيهان السادات، زوجة الرئيس السابق أنور السادات.

## وصلات خارجية
- موقع قصة الإسلام: حدث في شهر ذو القعدة.